# Une Estonienne à Paris
Pour plus de détails, voir Fiche technique et Distribution.
Une Estonienne à Paris est un film franco-belgo-estonien réalisé par Ilmar Raag, sorti en 2012.

## Synopsis
Anne vit en Estonie, où elle s’occupe de sa mère. Lorsque celle-ci meurt on lui propose de devenir l'auxiliaire de vie de Frida, une riche Parisienne. Malgré sa réticence, elle accepte et s’en va. Frida est la fille de parents estoniens mais elle vit à Paris depuis l’âge de dix ans et elle n'a pas maintenu beaucoup de relations avec son pays d'origine ni avec ses compatriotes émigrés en France. Les rapports entre les deux femmes ne sont pas faciles ; même si Anne fait preuve de bonne volonté pour aider Frida, Madame ne semble pas apprécier ses efforts et, en dehors de quelques instants de confiance, elle continue à se plaindre d'elle. Le seul ami de Frida est Stéphane, son ancien amant, de beaucoup plus jeune qu'elle, à qui elle a offert le bar qui était la propriété de son mari.
Tout le film se joue sur la comparaison entre deux solitudes : celle de la vieille dame, toujours maîtresse d’elle-même, intelligente, maintenant sage, comme toujours autoritaire et capricieuse - et la provinciale d’âge moyen, volontaire, dévouée et ennuyeuse. Chacune des deux découvre que désormais elle a besoin de l'autre.

## Fiche technique
- Titre français : Une Estonienne à Paris
- Réalisation : Ilmar Raag
- Scénario : Ilmar Raag, Lise Macheboeuf et Agnès Feuvre
- Photographie : Laurent Brunet
- Montage : Anne-Laure Guégan
- Décors : Pascale Consigny
- Production : Jeremy Burdek, Philippe Kauffmann, Nadia Khamlichi, Adrian Politowski, Miléna Poylo, Gilles Sacuto, Riina Sildos et Gilles Waterkeyn
- Coproduction : Amrion OÜ (Estonie) et La Parti Production (Belgique)
- Sociétés de distribution : Ufilm, TS Productions, Amrion
- Pays d'origine :  France -  Belgique -  Estonie
- Format : couleur
- Genre : drame
- Durée : 1h34
- Date de sortie : 26 décembre 2012

## Distribution
- Jeanne Moreau : Frida
- Laine Mägi : Anne
- Patrick Pineau : Stéphane
- François Beukelaers : Maurice
- Corentin Lobet : Olivier
- Claudia Tagbo : Hooldaja
- Ita Ever : Mare
- Helle Kuningas : Lydia Tamm
- Tõnu Mikiver : Endel
- Helene Vannari : Mai

## Distinctions

### Récompenses
- Festival international des jeunes réalisateurs de Saint-Jean-de-Luz 2012 : Chistera de la meilleure interprétation féminine pour Laine Mägi

### Nominations et sélections
- Festival international du film de Vancouver 2013